# 硫酸根配合物

Some bonding modes in sulfate complexes.

硫酸根配合物是含一个或多个硫酸根配体的配位化合物，其中硫酸根以其氧原子与金属离子配位。硫酸根作为单齿配体或者螯合配体较为常见，例如[Co(tren)(NH3)(SO4)]+和Co(phen)2SO4；硫酸根的四个氧也可以全部和金属配位，如一些Dawson型的多酸盐，[S2Mo18O62]4-。
一些硫酸根配合物的未配位氧对质子化敏感。